# Hugh Dutton
Pour les articles homonymes, voir Dutton.
Hugh Dutton est un architecte britannique né le 21 juin 1957.

## Biographie
Après sa jeunesse en Jamaïque, il a fait ses études à l'université de Waterloo où il a obtenu son B.E.S. Il a obtenu d'autres diplômes en Angleterre (architectural association diploma), il a aussi son R.I.B.A. et son A.R.C.U.K. Il vit actuellement à Paris où il a enseigné à l'ESA (École Spéciale d'Architecture). Il est également intervenant à Confluence Institute of Innovation and Creative Strategies in Architecture, Lyon. Il a formé la société Hugh Dutton Associés en 1995 spécialisée en architecture, design et ingénierie.
Hugh Dutton a travaillé sur le verre structurel depuis sa collaboration avec l'ingénieur Peter Rice sur le musée de La Villette, Paris, avec qui il a écrit un livre sur le sujet. Lors de sa collaboration avec Rice chez R.F.R., il a conçu le Boulon Articulé de support des vitrages qui a fait l'objet d'un brevet et qui a été exploité tout autour du monde, par Saint-Gobain, en France, et Asahi Glass au Japon, ainsi que des copies dans d'autres pays.
Il a aussi réalisé le dôme en verre du Musée Maritime à Osaka en tant que designer assistant de Paul Andreu, également les vitrages du musée Pola et de l'aquarium Kamogama au Japon avec Kochi Yasuda de Nikken Sekkei. À Hong Kong, il collabore avec Swire Properties Limited pour la façade du 3 Pacific Place, l'atrium de One Island East, et a assisté Thomas Heatherwick pour le réaménagement de Pacific Place. Également avec Swire, il réalise des verrières de trois projets de centres commerciaux à Beijing, Guangzhou et Shanghai. À Singapour, il a conçu les façades des terminaux 2 et 3 de l'aéroport de Changi en collaboration avec Gensler/RSP et SOM/CPG respectivement. Il a conçu également les façades et couverture en toile de l'école d'art Lasalle avec RSP[source secondaire souhaitée],.

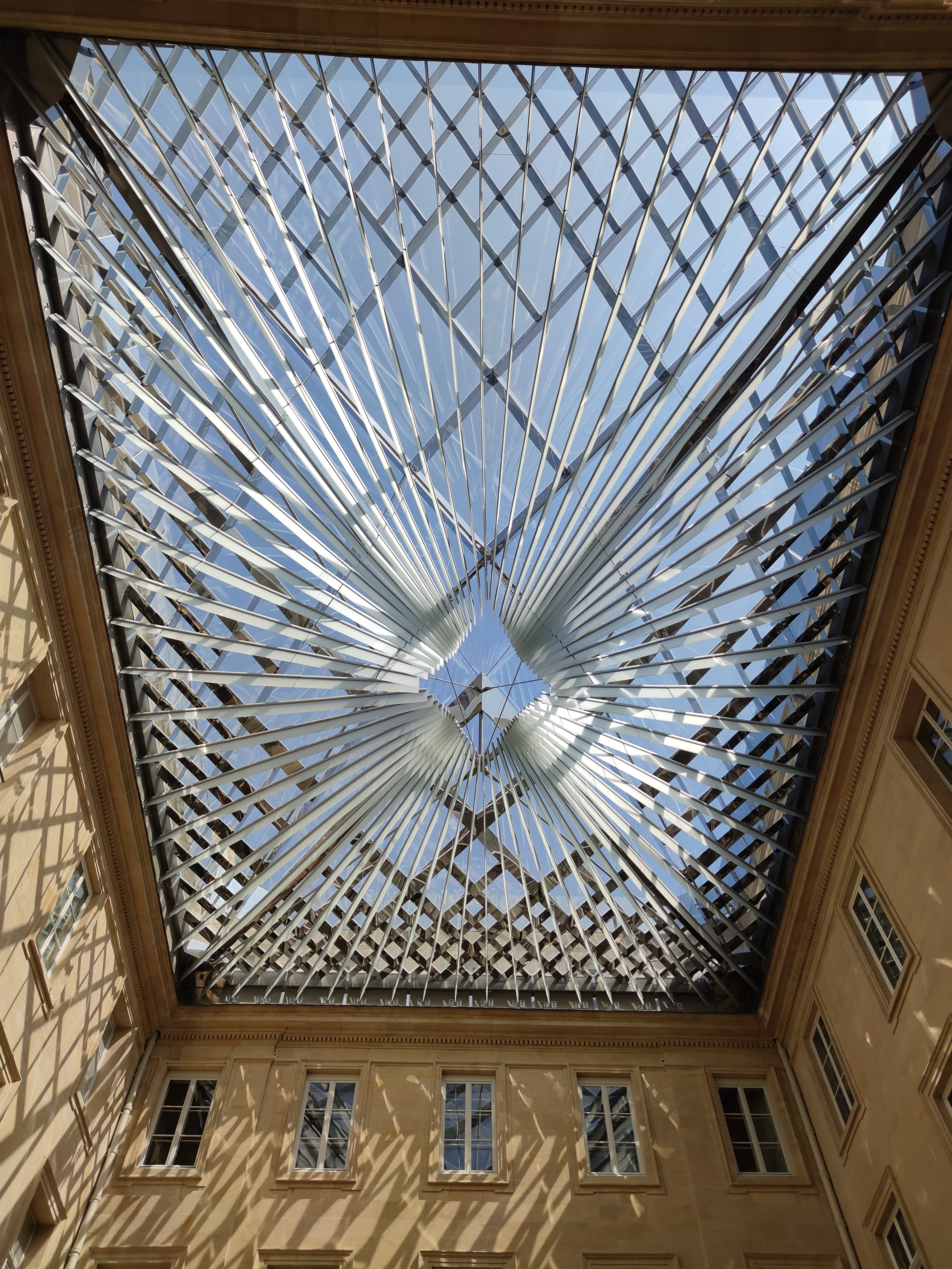
La verrière de l’hôtel de la Marine, Paris.

Il est auteur de la Passerella Olimpica à Turin, faisant partie des équipements pour le Village Olympique des Jeux 2006 sous le mandat de Camerana à la suite du concours architectural.
Il a conçu les façades en verre pour le Musée de L'Acropole à Athènes avec l'architecte Bernard Tschumi. Il a collaboré aussi avec Tschumi pour dessiner une passerelle au-dessus de la ligne TGV à La Roche-sur-Yon, qui reçut en mai 2011 le premier prix international dans la catégorie Infrastructure du magazine Traveller de Condé Nast.
Il est lauréat du concours pour de "Pylons of the future - Dancing with Nature" pour Terna, Italie, en 2009 pour des nouvelles conceptions de pylônes de câbles haute tension électriques.
Hugh Dutton prend part à la rénovation de l'hôtel de la Marine à Paris. Conçu comme un bijou, la verrière de 300 m2 couvre la cour de l'Intendant et repose sur une structure d'acier de 30 tonnes fixée sur la corniche du bâtiment. Cette verrière a été classée parmi l'une des plus belles verrières d'architectes du monde par le magazine AD publié par Condé Nast.
En 2019, il apparaît dans le documentaire An Engineer Imagines retraçant la vie de l'ingénieur irlandais Peter Rice. Ce film, réalisé par le réalisateur Marcus Robinson, met en avant les nombreux projets architecturaux auxquels l'ingénieur prit part, comme l'Opéra de Sydney, le Centre Pompidou et le Lloyd's Building de Londres,.
L'architecte réalise une sculpture en verre gravé figurant un diamant pour le compte de la marque de joaillerie américaine Tiffany & Co. Dévoilé en novembre 2021 dans l'espace du Bon Marché, cette œuvre s'inspire des produits phare du joaillier propriété de LVMH.
En septembre 2022, il reçoit la médaille de la Recherche et de la Technique, Fondation Académie d'Architecture 1970, de la part de l'Académie d'Architecture.
Hugh Dutton a participé à la rénovation du magasin phare de la marque Tiffany à New York, « The Landmark », inauguré le 26 avril 2023. Son installation à l'entrée du magasin, intitulée « Diamond Skylight Chandelier », évoque un diamant taillé avec des milliers de facettes, d'après l'architecte et designer américain Peter Marino chargé du design intérieur de l'édifice. En 2024, l'architecte a également conçu de nouvelles boutiques pour Tiffany à travers le monde, en Australie, en Thailande et en Chine. En Mars 2025, Dutton a réalisé la façade de la boutique Tiffany de Chengdu, une façade conçue en forme de diamants.